# Les Sims : Histoires de naufragés
Les Sims : Histoires de naufragés est le troisième et dernier opus de la série Histoires de Sims. Le jeu est sorti le 29 janvier 2008, et a été porté sur Mac OS X le 17 Mars 2008.
Une version mise à jour pour Mac OS X a été publié le 10 décembre 2015 sur l'App Store.

## Caractéristiques
Les Sims : Histoires de Naufragés offre aux joueurs la possibilité de jouer le mode Histoire, intitulé "Les Naufragés", ou alors le mode Libre, appelé "L'île de Wanmami".

### Les naufragés
Dans le mode "Les Naufragés", le joueur expérimente un scénario piloté par le système du jeu. Le joueur doit choisir de jouer David Bennett, Jessica Chevalier, ou un Sims créé par leurs soins. Lors d'une escapade sur le Salomon, un bateau pour célibataire, le Sims du joueur glisse sur les planches mais parvient à s'accrocher à une caisse. La caisse arrive à flotter et dérive jusque sur une île.

### L'île de Wanmami
Le gameplay sur l'île de Wanmami est beaucoup plus ouvert, rappelant le gameplay traditionnel de la série Sims. Le joueur peut créer sa propre famille et peut choisir un emploi.

## Réception
Les Sims : Histoires de Naufragés a été généralement bien accueillie. GameRankings lui attribue une note moyenne de 77 %, basé sur 7 appréciations, , tandis que Metacritic lui accorde un score de 73 %. PC Gamer NOUS le note à 83 %, en louant les exigences système minimales, la musique, le réglage d'origine, ainsi que le faible prix de vente, mais en notant qu'il y a quelques bugs et un long temps de chargement. L'IGN a donné au jeu une note globale de 7,3 sur 10, précisant que "c'est le premier jeu de la série entière vraiment différent en dépit d'être basé sur le même moteur et des principes", mais aussi en disant qu'il y a peu de rejouabilité.